# Simmering (metropolitana di Vienna)
Simmering è una stazione della linea U3 della metropolitana di Vienna situata nell'11º distretto entrata in servizio il 2 dicembre 2000, insieme alla nuova stazione della S-Bahn, ed è l'attuale capolinea sud-orientale della linea. La stazione della metropolitana si trova immediatamente sotto alla stazione ferroviaria di Vienna Simmering con cui costituisce uno snodo intermodale.

## Descrizione
Le strutture della U3 si estendono direttamente sotto Simmeringer Hauptstraße e sono collegate alla superficie con scale mobili, ascensori e scale fisse.
Sul piazzale antistante l'ingresso della stazione verso Kaiser-Ebersdorfer Straße è presente la scultura in bronzo dipinto Froschkönig-Brunnen (lett. La fontana del re Ranocchio), opera di Gottfried Kumpf. La scultura, alta 2,3 m e pesante 300 kg, rappresenta il re Ranocchio sopra una semi-sfera in acciaio inossidabile su cui scorre l'acqua della fontana.
Durante la realizzazione della stazione, sono state effettuate anche ricerche archeologiche per verificare la presenza di un tratto di strada romana a uso del Limes pannonicus, di cui però non sono state rinvenute tracce. Gli scavi però hanno riportato alla luce il tracciato medievale di Simmeringer Hauptstraße, i cui reperti sono esposti in una vetrina dell'atrio su Kaiser-Ebersdorfer Straße, appoggiati sulla ghiaia che costituiva il fondo stradale.

## Ingressi
- Simmeringer Hauptstraße
- Stazione di Vienna Simmering
- Kaiser-Ebersdorfer Straße